# 15.º governo republicano (Portugal)
O 15.º governo da Primeira República Portuguesa, nomeado a 11 de dezembro de 1917 e exonerado a 15 de maio de 1918, foi o primeiro Ministério liderado por Sidónio Pais. Neste período a totalidade do executivo serviu como chefe de Estado após a demissão de Bernardino Machado a 12 de dezembro de 1917. A 27 de dezembro do mesmo ano foram atribuídas as prerrogativas de Presidente da República ao seu presidente, Sidónio Pais. A partir de 9 de maio de 1918, este deixou de ser presidente do Ministério, chefiando o executivo a partir do cargo de Presidente da República efetivo.
A sua constituição era a seguinte:
| Cargo                                    | Detentor | Detentor                                        | Período                                     |
| ---------------------------------------- | -------- | ----------------------------------------------- | ------------------------------------------- |
| Presidente do Ministério                 |          | Sidónio Pais (1872–1918)                        | 11 de dezembro de 1917 a 9 de maio de 1918  |
| Presidente da República                  |          | Sidónio Pais (1872–1918)                        | 9 de maio de 1918 a 15 de maio de 1918      |
| Ministro do Interior                     |          | António Machado Santos (1875–1921)              | 11 de dezembro de 1917 a 7 de março de 1918 |
| Ministro do Interior                     |          | Henrique Forbes de Bessa (1894–1920)            | 7 de março de 1918 a 15 de maio de 1918     |
| Ministro da Justiça e dos Cultos         |          | Alberto de Moura Pinto (1883–1960)              | 11 de dezembro de 1917 a 7 de março de 1918 |
| Ministro da Justiça e dos Cultos         |          | Martinho Nobre de Melo (1891–1985)              | 7 de março de 1918 a 15 de maio de 1918     |
| Ministro das Finanças                    |          | António dos Santos Viegas (1870–1949)           | 11 de dezembro de 1917 a 7 de março de 1918 |
| Ministro das Finanças                    |          | Francisco Xavier Esteves (1864–1944)            | 7 de março de 1918 a 15 de maio de 1918     |
| Ministro da Guerra                       |          | Sidónio Pais (1872–1918)                        | 11 de dezembro de 1917 a 9 de maio de 1918  |
| Ministro da Guerra                       |          | João Tamagnini Barbosa (interino) (1883–1948)   | 9 de maio de 1918 a 15 de maio de 1918      |
| Ministro da Marinha                      |          | António Aresta Branco (1862–1952)               | 11 de dezembro de 1917 a 7 de março de 1918 |
| Ministro da Marinha                      |          | Alfredo Magalhães (interino) (1870–1957)        | 7 de março de 1918 a 9 de março de 1918     |
| Ministro da Marinha                      |          | José Carlos da Maia (1877–1921)                 | 9 de março de 1918 a 15 de maio de 1918     |
| Ministro dos Negócios Estrangeiros       |          | Sidónio Pais (1872–1918)                        | 11 de dezembro de 1917 a 9 de maio de 1918  |
| Ministro dos Negócios Estrangeiros       |          | Francisco Xavier Esteves (interino) (1864–1944) | 9 de maio de 1918 a 15 de maio de 1918      |
| Ministro do Comércio                     |          | Francisco Xavier Esteves (1864–1944)            | 11 de dezembro de 1917 a 7 de março de 1918 |
| Ministro do Comércio                     |          | Manuel Pinto Osório (1870–1963)                 | 7 de março de 1918 a 15 de maio de 1918     |
| Ministro do Comércio                     |          | Francisco Xavier Esteves (interino) (1864–1944) | 3 de maio de 1918 a 15 de maio de 1918      |
| Ministro das Colónias                    |          | João Tamagnini Barbosa (1883–1948)              | 11 de dezembro de 1917 a 15 de maio de 1918 |
| Ministro da Instrução Pública            |          | Alfredo Magalhães (1870–1957)                   | 11 de dezembro de 1917 a 15 de maio de 1918 |
| Ministro do Trabalho                     |          | Feliciano da Costa (1884–1929)                  | 11 de dezembro de 1917 a 15 de maio de 1918 |
| Ministro da Agricultura                  |          | Eduardo Fernandes de Oliveira (1882–1943)       | 9 de março de 1918 a 15 de maio de 1918     |
| Ministro das Subsistências e Transportes |          | António Machado Santos (1875–1921)              | 9 de março de 1918 a 15 de maio de 1918     |